# Lidón
Lidón település Spanyolországban, Teruel tartományban. Lidón Argente, Rubielos de la Cérida, Cosa, Pancrudo, Rillo és Visiedo községekkel határos. Lakosainak száma 56 fő (2024).

## Népesség
A település népessége az utóbbi években az alábbiak szerint változott:
| Lakosok száma | 77   | 75   | 76   | 63   | 55   | 54   | 53   | 57   | 53   | 56   |
|               | 2001 | 2004 | 2007 | 2009 | 2012 | 2014 | 2017 | 2019 | 2022 | 2024 |